# Above Suspicion (1943)
Above Suspicion is een Amerikaanse film van Richard Thorpe die werd uitgebracht in 1943.
Het scenario is gebaseerd op de gelijknamige roman (1941) van Helen MacInnes. 
Het was de laatste film die Joan Crawford maakte voor Metro-Goldwyn-Mayer.

## Verhaal
In het voorjaar van 1939 besluiten Richard Myles, een professor van Amerikaanse afkomst aan de Universiteit van Oxford, en zijn kersverse bruid Frances, een huwelijksreis in het zuiden van Nazi-Duitsland te maken. Voor hun vertrek worden ze in een Engelse herberg aangesproken door Peter Galt, een ex-klasgenoot van Richard. Galt werkt voor de Britse Secret Intelligence Service en heeft weet van de bestemming van de huwelijksreis van Myles. Hij vraagt hen op zoek te gaan naar een geleerde die de Britten inlichtingen kan geven over een nieuw Duits wapen. Het koppel aanvaardt de gevaarlijke opdracht omdat ze denken dat hun statuut van Amerikaanse toeristen hen boven elke verdenking stelt. 

## Rolverdeling
| Acteur           | Personage                     |
| ---------------- | ----------------------------- |
| Joan Crawford    | Frances Myles                 |
| Fred MacMurray   | Richard Myles                 |
| Conrad Veidt     | Hassert Seidel, de museumgids |
| Basil Rathbone   | graaf Sig von Aschenhausen    |
| Reginald Owen    | dokter Mespelbrunn            |
| Lotte Palfi      | Ottilie                       |
| Cecil Cunningham | gravin von Aschenhausen       |
| Richard Ainley   | Peter Galt                    |